# Berislăvești (gmina)
Berislăvești – gmina w Rumunii, w okręgu Vâlcea. Obejmuje miejscowości Berislăvești, Brădișor, Dângești, Rădăcinești, Robaia, Scăueni i Stoenești. W 2011 roku liczyła 2769 mieszkańców.